# 源国信
源 国信（みなもと の くにざね）は、平安時代後期の公卿・歌人。村上源氏、右大臣・源顕房の四男または三男。官位は正二位・権中納言。

## 経歴
従五位下への叙爵後、承徳3年（1079年）に信濃権守に任ぜられる。永保元年（1081年）左兵衛佐、永保3年（1083年）左近衛少将と武官を歴任。同年従五位上に叙せられている。美作権介を経て、応徳3年（1086年）正五位下に叙せられた。
応徳3年（1086年）の堀河天皇即位に際して蔵人に任ぜられたのを皮切りに、寛治7年（1093年）篤子内親王の立后に際して中宮権亮、翌寛治8年（1094年）には蔵人頭に任ぜられる等、堀河天皇に近臣として仕えた。その後も堀河朝において要職を占め、承徳2年（1098年）参議に任ぜられて公卿に列し、康和4年（1102年）権中納言、康和5年（1103年）正二位に至った。
堀河院の歌壇で活躍し、康和2年（1100年）「源宰相中将家和歌合」を主催、また『堀河百首』を編纂した。金葉和歌集初出、以後37首が勅撰和歌集に採られる。
- 百人秀歌（小倉百人一首の原撰本）
  - 春日野の　下萌えわたる　草の上に　つれなく見ゆる　春の淡雪

天永元年（1110年）11月28日に鳥羽に参った折に俄かに飲水病を発する。日を追って重くなり、翌天永2年（1111年）正月9日の寅の刻以前に出家。ついで薨去。享年43。また、源師時とは兄弟のような関係であったという。
国信の死後に娘の信子と俊子が従兄弟の藤原忠通の妻妾となり、信子は近衛基実、俊子は松殿基房を生んでいる。

## 官歴
※以下、註釈の無いものは『公卿補任』の記載に従う。
- 時期不詳：従五位下に叙爵。
- 承徳3年（1079年）11月：信濃権守に任ず。
- 永保元年（1081年）8月8日：左兵衛佐に任ず[4]。
- 永保3年（1083年）正月：従五位上に叙す（労）。2月：右近衛少将に任ず。4月：左近衛少将に遷る。
- 永保4年（1084年）正月：美作権介を兼ぬ。
- 応徳3年（1086年）正月：正五位下に叙す（労）。
- 応徳4年（1087年）正月14日：五位蔵人に補す。11月26日：更に蔵人に補す。
- 寛治2年（1088年）正月7日：従四位下に叙す（労）。
- 寛治3年（1089年）正月：従四位上に叙す（無品媞子内親王御給）。備後介を兼ぬ。
- 寛治5年（1091年）正月：正四位下に叙す（院御給）。左近衛中将に転ず。4月：齋院長官を兼ぬ。
- 寛治7年（1093年）2月：中宮権亮を兼ぬ。長官を止む。
- 寛治8年（1094年）2月：美作権守を兼ぬ。6月13日：蔵人頭に補す。6月22日：禁色を聴す[5]。
- 永長2年（1097年）4月：内蔵頭を兼ぬ。頭を退く。
- 承徳2年（1098年）正月：参議に任ず。左中将如元。
- 承徳3年（1099年）正月3日：従三位に叙す（院行幸賞）。播磨権守を兼ぬ。
- 康和2年（1100年）7月23日：正三位に叙す（造宮行事賞）。
- 康和4年（1102年）正月：権中納言に任ず。2月20日：従二位に叙す（御賀院司賞）。
- 康和5年（1103年）正月2日：正二位に叙す（行幸鳥羽院行幸賞。院司）。10月26日：斎院勅別当に補す。
- 天永2年（1111年）正月10日：病に依り出家。

## 系譜
- 父：源顕房
- 母：美濃守藤原良任の娘
- 妻：高階泰仲の娘
  - 男子：源顕国（1083年-1121年）
  - 男子：源国教（?-1144年）[6]
  - 男子：源雅国
- 妻：高階経成の娘
  - 男子：源信時（?-1163年）
- 生母不明の子女
  - 男子：源俊国（1106年-?）[7]
  - 男子：信顕
  - 男子：延信
  - 男子：仁信
  - 男子：信智
  - 女子：源信子 - 藤原忠通室、近衛基実母、従二位・典侍
  - 女子：源俊子[8] - 藤原忠通室、松殿基房母
  - 女子：（?-1145）[9]